# Долина реки Сетуни
Доли́на реки́ Се́туни — природный заказник в Москве, расположен в Западном административном округе вдоль русла реки Сетуни, его площадь — 696,2 га. С 1998 года имеет статус особо охраняемой природной территории регионального значения. Вблизи есть три станции метро:  Славянский бульвар,  Минская и  Давыдково.

## Характеристика

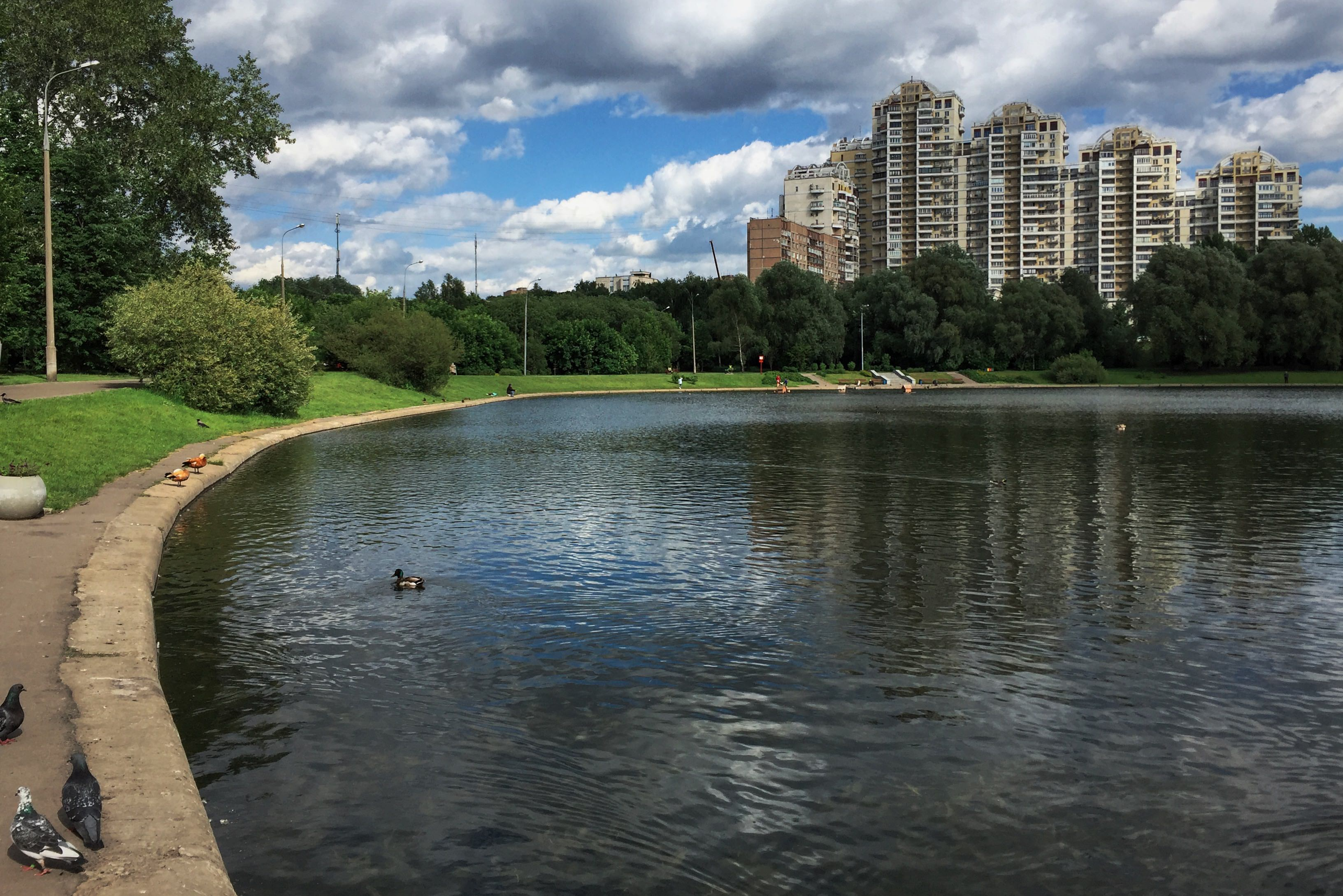
Мосфильмовский пруд в пределах заказника, 2016 год

Заказник со всех сторон окружён жилой и промышленной инфраструктурой. В пределах долины расположено четыре жилых района: Можайский, Раменки, Фили-Давыдково и Очаково-Матвеевское.
Река Сетунь — крупнейший правый приток Москвы-реки, относится к малым рекам Москвы. Её общая длина составляет 38 км, 17 из которых находятся в пределах заказника. Река берёт начало в районе деревни Румянцево и протекает в естественных берегах. В границах столицы бассейн Сетуни застроен на 80 %. Река проходит через Солнцево, пересекает МКАД у Сколковского шоссе и в районе Бережковского моста впадает в Москву-реку. С мая 2007 года статус особо охраняемой территории регионального значения имеет родник в долине Сетуни, расположенный в основании её правобережного склона, выше по течению от Аминьевского моста.
В заповедник входят два больших лесных массива — Матвеевский (Волынский) и Троекуровский леса. Площадь Матвеевского леса — около 100 га, река Сетунь пересекает его с запада на восток. Доступ на бо́льшую часть территории леса ограничен из-за особо охраняемых объектов: Клинической больницы № 1, детского сада начальной школы № 1699 и гостиничного комплекса — объектов Управления делами президента, Родильного дома № 3, ближней дачи Сталина, Дома ветеранов кино Союза кинематографистов России в районе Нежинской улицы. В западной части заповедника находится Троекуровский лес площадью около 20 га, ограниченный Троекуровским кладбищем, Рябиновой улицей и МКАД. Через этот лес по территории долины протекает правый приток реки Сетуни — так называемый Троекуровский ручей.

## История
17 октября 1991 года долина реки Сетуни площадью 18,3 га в Матвеевском лесу была объявлена памятником природы регионального значения. Этот статус позволяет защитить её естественную флору и фауну и охранять их от негативного антропогенного влияния.
Программа организации природного парка на территории будущего заказника разрабатывалась с середины 1990-х годов. Для этого требовались усилия по реабилитации и очищению русла и водных поверхностей реки. Тогда же решался вопрос о придании территории статуса особо охраняемой природной территории регионального значения. Долина отличается высоким разнообразием видов, наличием редких для Москвы растений и животных, уязвимых в городской среде, а также является местом отдыха горожан. Чтобы сохранить историко-культурные и природные комплексы и рекреационный потенциал территории, восстановить места обитания видов, находящихся на грани вымирания и нарушенные ландшафты, 21 июля 1998 года был образован природный заказник «Долина реки Сетуни».
Правительство Москвы выделяет значительные средства на реконструкцию и благоустройство заказника. В 2007—2009 годах на меры по экологической реабилитации и защите местной флоры и фауны было выделено 190 млн рублей. На четырёхлетнюю программу по реставрации заказника в 2012-м — 140 млн рублей. В 2009 году было возбуждено уголовное дело в отношении сотрудников заказника по обвинению в хищении более двух миллионов рублей, однако виновные не были установлены.
Заказник «Долина реки Сетуни» — популярное место отдыха жителей близлежащих районов. Заповедник оборудован велосипедными дорожками, пикниковыми зонами, беседками для отдыха, туалетами. На территории заказника имеются детские площадки, открытые спортивные площадки, гольф-клуб. В заповеднике запрещён выгул собак, замусоривание территории, разведение костров на несанкционированных местах, сбор растений.

## Достопримечательности

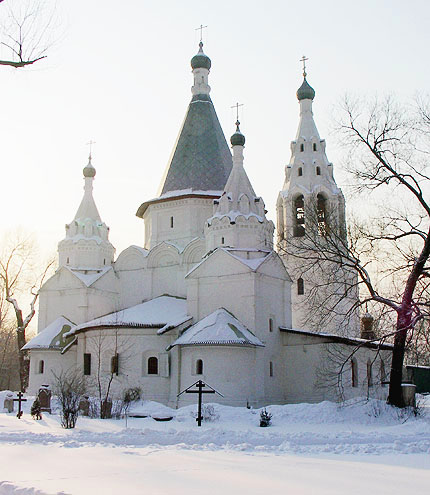
Храм Троицы Живоначальной в Троицком-Голенищеве, 2006 год

Архитектурные памятники и усадебные парки в пределах заказника:
- Загородная усадьба Троекурово — название происходит от боярского рода Троекуровых, которые владели усадьбой в XVII—XVIII веках[13].
- Усадьба Спасское-на-Сетуни в селе Спасское-Манухино — известна с XVII века, принадлежала боярину Артамону Сергеевичу Матвееву, по приказу которого был возведён храм Спаса Нерукотворного Образа на Сетуни, к 2018 году сохранился только старый парк с прудами[14][15].
- Усадьба Троице-Голенищево — составное название происходит от возведённой на этом месте митрополитом Киприаном церкви Трёх Святителей[16] и бывшего села Голенищево, известного с XIV века. Была вотчиной московских митрополитов и патриархов до упразднения патриаршества Петром I[17].
- Пятиглавый храм Спаса Нерукотворного Образа на Сетуни — построен в 1673—1676 годах, в нём хранится православная святыня — частица Креста Господня[14].
- Церковь Святого Николая Чудотворца в Троекурове — возведена в 1699—1706 годах в усадьбе князей Троекуровых[18].
- Шатровый храм Троицы Живоначальной в Троицком-Голенищеве — построен в 1644—1646 годах на месте старого деревянного храма в патриаршей вотчине[19].
- Церковь Покрова Пресвятой Богородицы XVII века[20].

## Флора и фауна

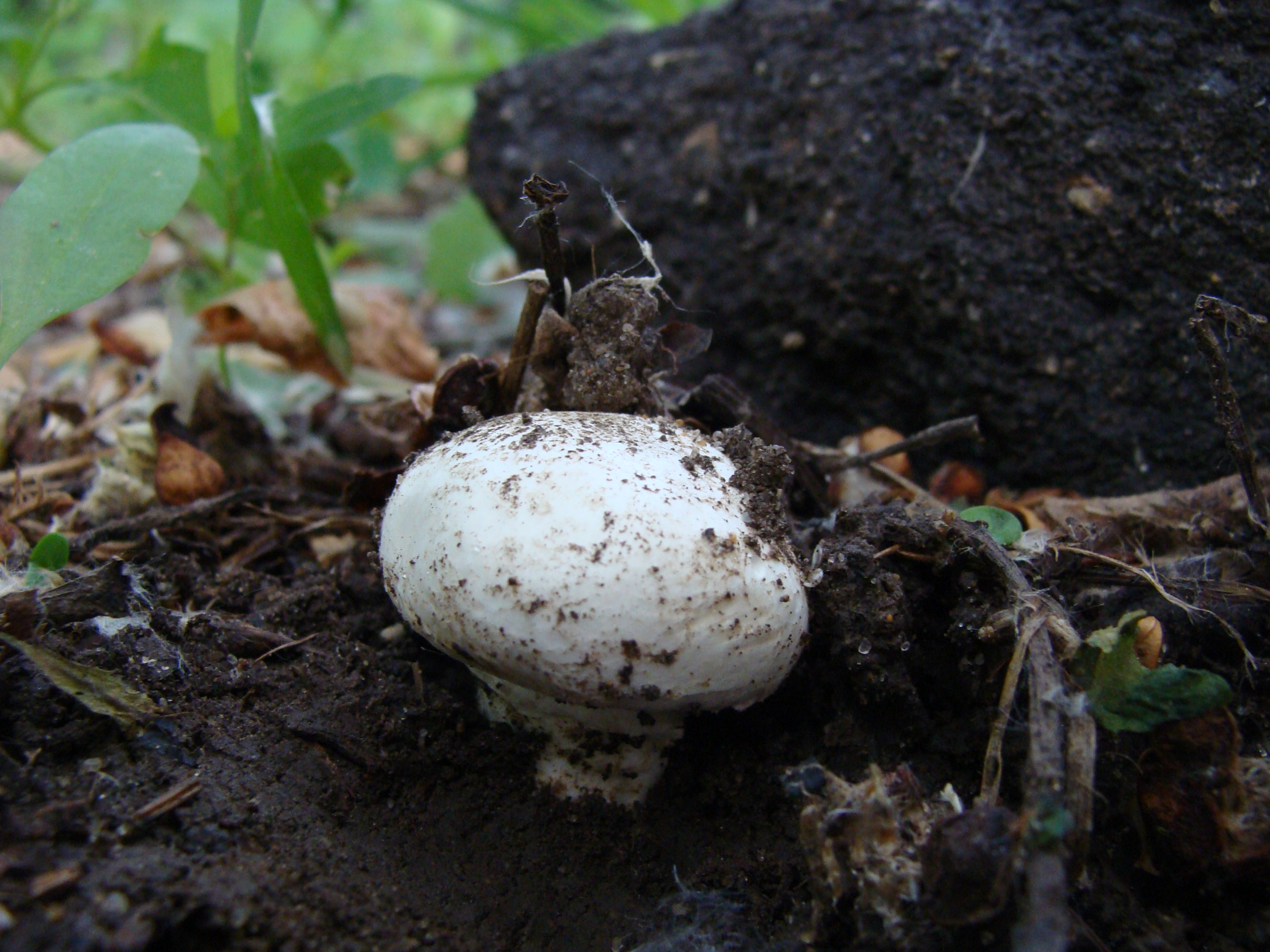
Грибы в долине реки Сетуни, 2011 год

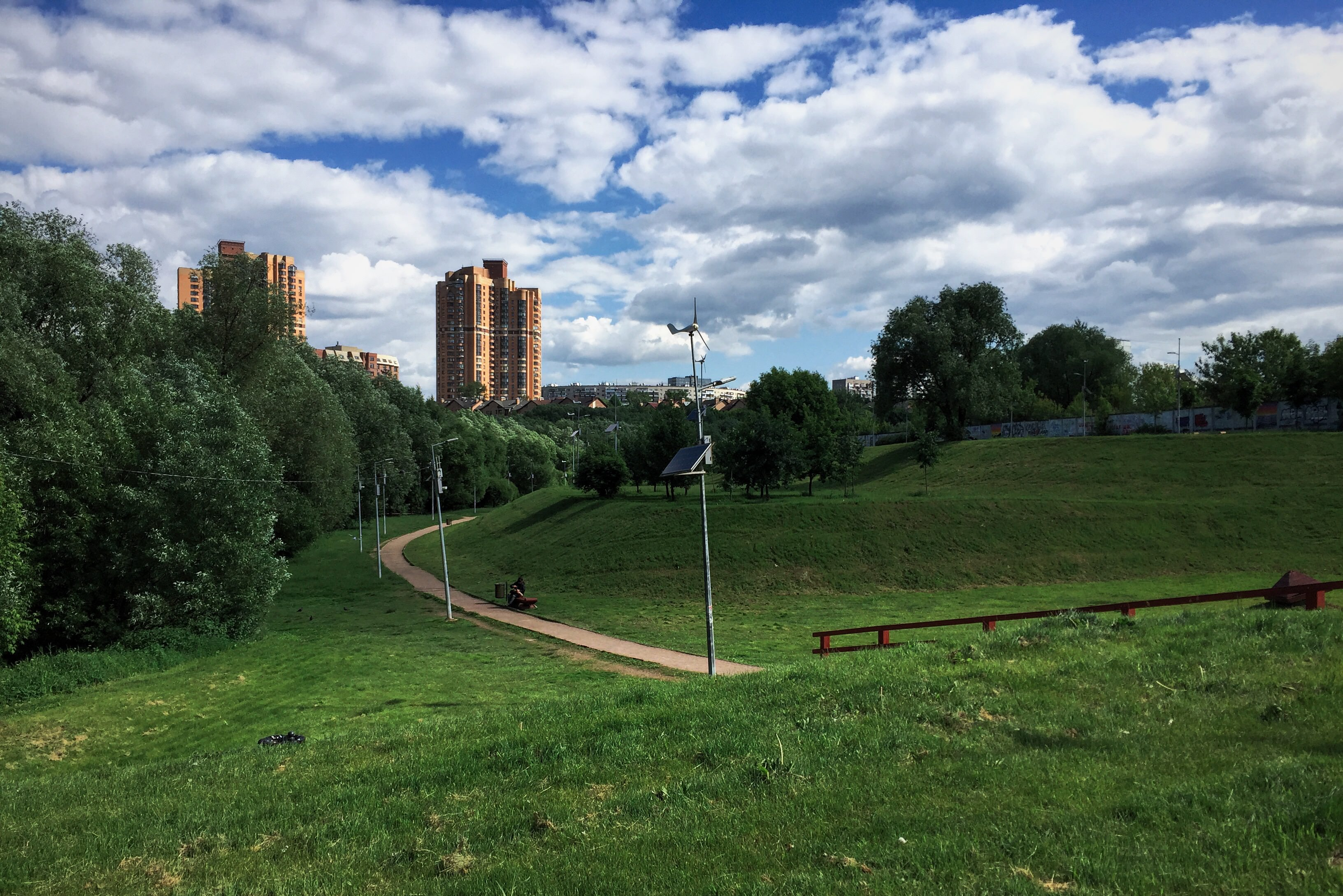
Долина реки Сетуни в 2016 году

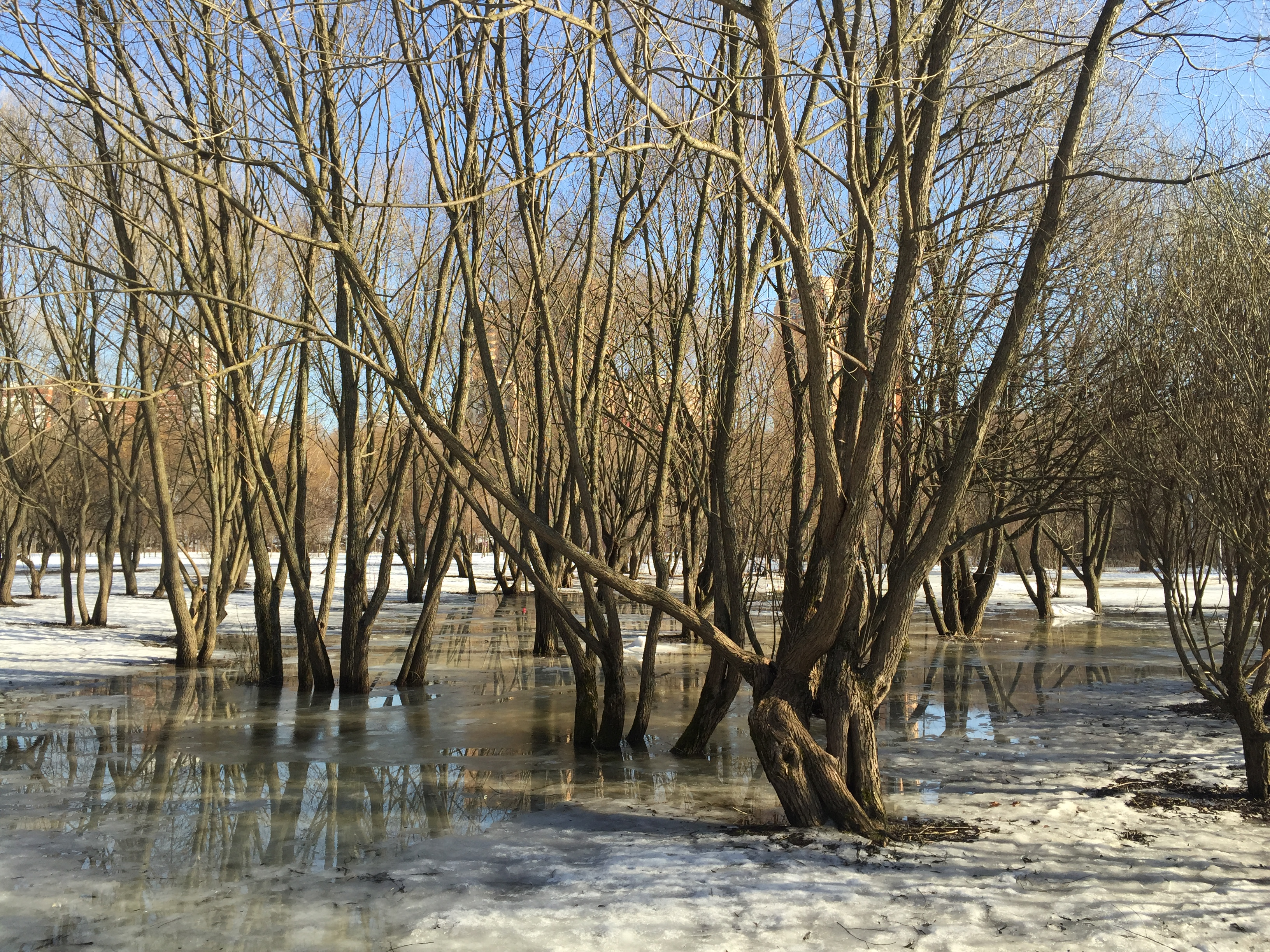
Природный заказник Долина реки Сетунь

В окрестностях заказника произрастает 384 вида сосудистых растений, из которых 47 — редкие для флоры столицы. Леса заказника состоят из пойменных ивняков, сероольшанников, липняков, осинников, березняков, сосняков, клёнов и подлесков из кустов жимолости и бересклета. В лесах обитают белки, кроты, гнездятся певчие дрозды, корольки, снегири, малые мухоловки, совы-неясыти, славки, пеночки. В пойме реки Сетуни водятся ласки, в водоёмах — водяные куторы и ондатры. Всего в долине Сетуни гнездится 69 видов птиц, живёт пять видов земноводных и 18 видов млекопитающих.
В Красной книге Москвы находятся множество видов, некоторые из которых периодически обнаруживаются в ходе ревизий. Среди них — страусник обыкновенный, ирис жёлтый, пальчатокоренники балтийский, кровавый, Фукса и мясо-красный, дремлик широколистный, тайник яйцевидный, дрёма двудомная, смолка обыкновенная, гвоздика травянка, калужница болотная, хохлатка плотная, первоцвет весенний, воробейник лекарственный, вероника широколистная, колокольчики персиколистный, круглолистный, болонский, широколистный и крапиволистный, плагиомниум волнистый, гнездовка настоящая, горец змеиный, борец северный, пупавка красильная, нивяник обыкновенный; иногда встречаются гвоздика Фишера и земляника зелёная. Требуется восстановление популяции таволги обыкновенной, синюхи голубой, бузульника сибирского. Среди редких мхов встречается ортотрихум красивый.
Из редких насекомых в заказнике встречали красотку блестящую, красотку-девушку, коромысло малое (биотопически редкий и малочисленный вид), стрекозу пьемонтскую, пилохвоста восточного, шмеля сорейского, беляночку. Долина реки Сетуни — предположительное место обитания кузнечика певчего, скачка зелёного, бронзовки золотистой, короткокрыла большого, мохноногой пчелы, антофоры двупятнистой, бабочки зорьки, перламутровки таволжанки, червонца непарного, голубянки аргус, печальницы угольной. Кроме этого в долине обитают кузнечик серый, лейстус рыжий, цихрус чёрный, дровосек-кожевник, антофора вильчатая, шмель-кукушка полевой, пестрянка таволговая.
На территории заказника гнездятся птицы, занесённые в Красную книгу Москвы, например на залесенных территориях обитает черныш. Отмечалось также присутствие хохлатой чернети, сверчка обыкновенного. Отмечены и гнездовые колонии озёрных чаек, гнездовья и биотопы полевого жаворонка. Долина Сетуни — место размножения чирка-свистунка, чирка-трескунка. Место кормового биотопа сапсана, гнездования и кормовые биотопы обыкновенной пустельги. В заказнике обитают также коростель, ушастая сова, вертишейка, жёлтая трясогузка, жулан, речной сверчок, северная бормотушка, ястребиная славка, луговой чекан, длиннохвостая синица, буроголовая гаичка.
В Красной книге столицы также находятся многие обитающие или зарегистрированные на территории заказника виды млекопитающих, такие как обыкновенная кутора, чёрный хорь, заяц-русак, водяная полёвка. Среди редких для московской фауны рептилий — живородящая ящерица, обыкновенный уж, травяная лягушка.

## Экология
Зона реки Сетуни подвергается сильному антропогенному воздействию. Среди основных проблем заказника — строительные работы, изменившие естественный физический ландшафт зоны, а также свалки грунта, бытового и строительного мусора. Экологическими активистами ущерб оценивается в сотни миллионов рублей. Опасения экологов вызывает строительство 11-километрового дублёра Кутузовского проспекта по заказнику в районе Раменки. Проект планируют завершить к 2020 году. Местные жители и активисты требуют запретить строительство дороги. Летом 2018-го на территории заказника было обнаружено нелегальное бетонное производство, которое на генеральном плане города обозначено как многофункциональная общественная зона.
Загрязнение реки мусором и строительство автомагистралей и парковок вблизи заповедника привели к изменению очертания русла Сетуни, затоплению некоторых пойменных участков и размыванию берегов, усилению эрозии почв — из-за этого изменились и местные флора и фауна. В среднем и нижнем течениях реки из-за сброса ядовитых отходов практически отсутствует водная растительность. Городская застройка в низовьях реки Сетуни привела к вымиранию таких видов, как обыкновенная кутора и горностай, в 1975 году в Матвеевском лесу последний раз был зарегистрирован седой дятел. В 2010-х годах утрачены многие участки местообитания красотки блестящей.